# Sorsk
Sorsk (ruski: Сорск) je grad u Hakasiji, u Rusiji. 

## Zemljopisni smještaj
Nalazi se na prometnici koja vodi od Abakana, glavnog grada Hakasije, prema sjeverozapadu. Od Abakana je udaljen 145 km. Leži na rijeci Sora, po kojoj je i dobio ime. 
Sorsk je oko 6 km udaljen od stanice Erbinskaja, koja se nalazi na željezničkoj pruzi Ačinsk - Abakan.

## Stanovništvo
Prema popisu iz 2008. godine, grad je imao 12.965 stanovnika.
Grad je osnovan 1940-ih kao naselje Dzeržinskij (prema poljskom boljševiku Feliksu Dzierżyńskom), a status grada i ime Sorsk ima od 1966.

## Gospodarstvo
Glavna privredna djelatnost Sorska je proizvodnja bakra i molibdena.